# La Paloma, Hidalgo
La Paloma är en ort i Mexiko.   Den ligger i kommunen Epazoyucan och delstaten Hidalgo, i den sydöstra delen av landet, 80 km nordost om huvudstaden Mexico City. La Paloma ligger 2 365 meter över havet och antalet invånare är 205.
Terrängen runt La Paloma är varierad. Runt La Paloma är det ganska tätbefolkat, med 83 invånare per kvadratkilometer. Närmaste större samhälle är Pachuca de Soto, 14,3 km norr om La Paloma. Trakten runt La Paloma består till största delen av jordbruksmark.